# Зоологічний музей ТНУ
Зоологічний музей ТНУ або Зоологічний музей імені М. І. Глобенко — діючий музей при Таврійському національному університеті імені В. І. Вернадського. Розташований у будівлі університету на проспекті Вернадського в Сімферополі. Свою історію музей веде з 1965 року.

## Історія

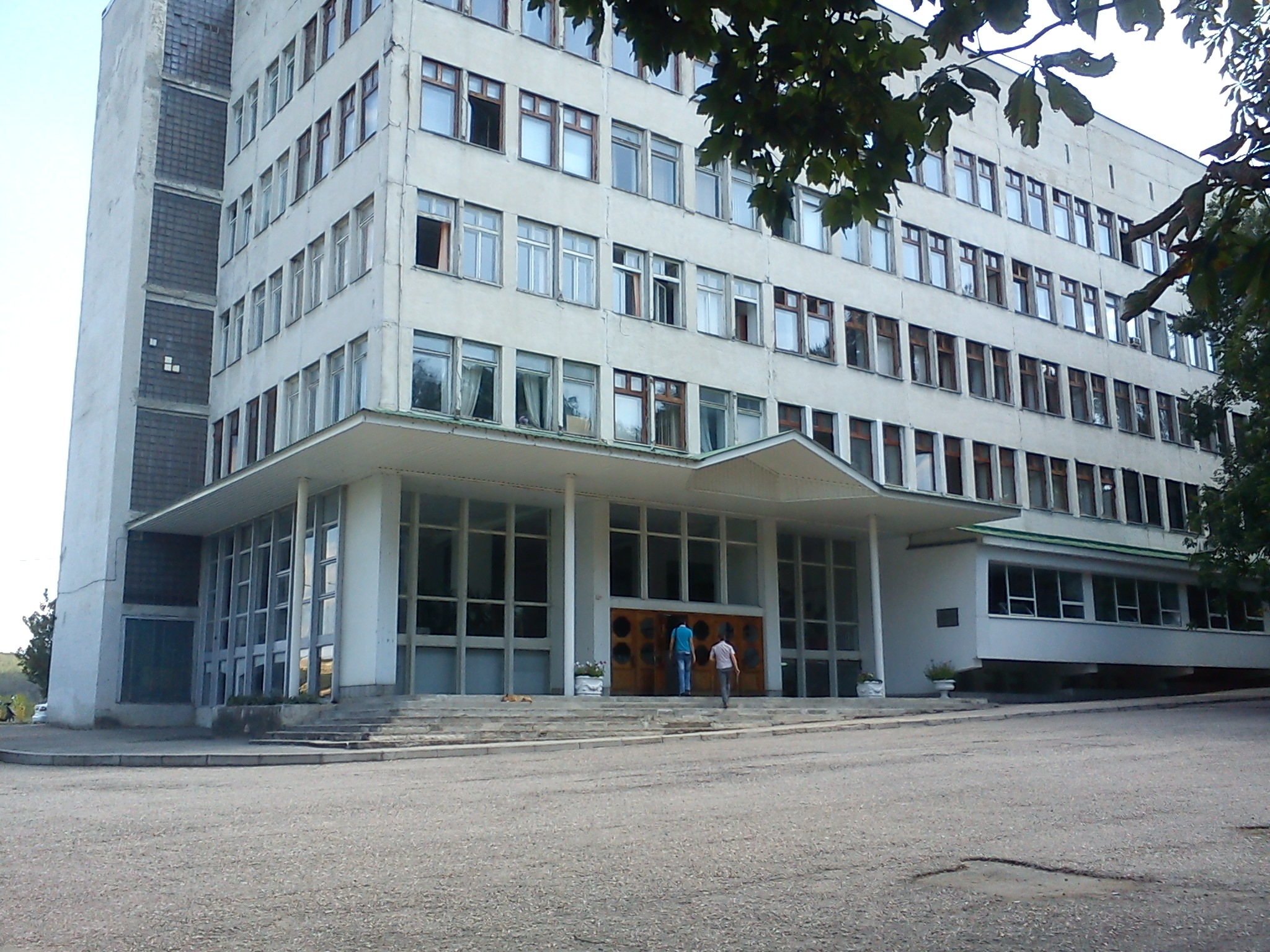
Вхід у корпус «Б», де з 1975 року розташований Музей зоології

Зоологічний музей при Кримському педагогічному інституті був відкритий у 1965 році за ініціативою завідувача кафедри зоології та декана природничого факультету Семена Людвиговича Делямуре. Першим завідувачем музею стала Марія Ісидорівна Глобенко, що залишалася на цій посаді до 2007 року.
Оскільки музей був структурною одиницею кафедри зоології, то наповненням його експозицій займалися працівники кафедри. Різноманітний гельмінтологічний матеріал для музею було отримано під час антарктичних експедицій Олександра Скрябіна (1963/64, 1965/66) та Михайла Юрахно (1986/87). Крім того, наповненню музейної колекції сприяли працівники Сімферопольського та Ялтинського зоопарків (на той момент зоокуточка), що передавали загиблих тварин.
Спочатку музей розташовувався в будівлі колишнього будинку губернатора на вулиці Леніна, що належав педінституту, де в одній з аудиторій розміщувалася засклена вітрина з експонатами. У 1965 році музей переїхав у новий корпус інституту на проспекті Вернадського, де йому було виділено невелике приміщення. З 1975 року музей розташовується в корпусі «Б» СДУ.
У 2003 році була проведена реконструкція відділу хребетних тварин, а у 2012 році — відділу безхребетних тварин. У 2009 році музей посів третє місце на Першому Всеукраїнському конкурсі на найкращий громадський музей у номінації «Найкраща просвітницька діяльність».
Після захоплення Криму Росією і створення Кримського федерального університету музей фактично став структурним підрозділом Таврійської академії КФУ. У зв'язку з 50-річчям у 2015 році музею було присвоєно ім'я Марії Глобенко.

## Колекція музею
Фонд музею, станом на 2012 рік, складався з більш ніж 3700 експонатів. Експозиція музею становила два зали — хребетних і безхребетних тварин. Матеріали колекції згруповані в художні діорами — Арктики, Антарктики, Командорських островів, африканської савани, тропічних островів та Кримського природного заповідника. Серед експонатів — нижня щелепа кашалота, череп косатки, тазові кістки, хребець і ребро фінвала, південний морський котик, пінгвіни, альбатроси, риба-вудильник, риба-причепа і раковини молюсків.
Станом на 2014 рік у музеї зберігалася колекція близько 1000 різних видів павуків загальною чисельністю близько 100 тисяч екземплярів. Ця колекція була найбільшою в Україні та однією з найбільших на території пострадянського простору. У 2013 році депутат кримського парламенту Олександр Мельник подарував музею опудало акули-молота, яку він двома роками раніше зловив біля берегів Флориди. У листопаді 2014 року дочка Володимира Дмитрієва передала в дар музею колекцію із 5 тисяч метеликів, зібрану її батьком.
Опудала тварин для музею виготовляються в таксидермічній лабораторії, яка працює при музеї.

## Керівники
- Глобенко Марія Ісидорівна (1965—2007)[1]
- Грищенко Ірина Миколаївна (2007- т. ч.)[1]